# داغ‌اوستو
داغ‌اوستو (به لاتین: Dağüstü) یک منطقه مسکونی در جمهوری آذربایجان است که در شهرستان قوبا واقع شده است. داغ‌اوستو ۱۱۴ نفر جمعیت دارد.